# Chic chili
Chic chili는 중국의 음악 그룹이다. 2018년 싱글 [Chic Chili]로 데뷔했다.

## 음반
- Chic Chili (2018)
- Adventure Blueprint (2018)
- 淘气堡 (2019)